# Pompeo Strozzi

Stemma degli Strozzi

Pompeo Strozzi (Mantova, ... – XVII secolo) è stato un nobile e ambasciatore italiano della linea di Mantova degli Strozzi.

## Biografia
Era figlio di Lodovico Strozzi, della linea mantovana degli Strozzi, e di Maria Strozzi di Ferrara.
Fu maggiordomo e maestro di camera del duca di Mantova Carlo I di Gonzaga-Nevers, che compensò elevando nel 1614 in marchesato le terre di Ciliaro e Rocca nel Monferrato. Nel 1629 fu ambasciatore dei Gonzaga a Roma per l'elezione a pontefice di Urbano VIII.

## Discendenza
Sposò Ricciarda Gonzaga di Cesare (?-1577), dei Gonzaga di Novellara e Bagnolo, dalla quale ebbe cinque figli:
- Giulio Cesare (?-1631)
- Uberto, condottiero
- Camilla (?-1630), sposò Alessandro Gonzaga
- Vittoria, sposò Giangiacolo d'Arco
- Lodovico

Ebbe un figlio naturale, Camillo, cavaliere.